# Rhyolite
Rhyolite é uma cidade fantasma no Condado de Nye, no estado americano de Nevada. Está localizada nas Bullfrog Hills, cerca de 190 km ao noroeste de Las Vegas, próxima à borda leste do Vale da Morte. A cidade começou no início de 1905 como um dos diversos campos de mineração que surgiram após uma descoberta no garimpo das colinas próximas ao local. Durante a febre do ouro posterior, milhares de gold-seekers, desenvolvedores, mineradores, e provedores de serviços concentraram-se no Bullfrog Mining District. Muitos se fixaram em Rhyolite, a qual se situava em um vale desértico protegido perto da maior produtora da região, a Montgomery Shoshone Mine.
O industrialista Charles M. Schwab comprou a Montgomery Shoshone Mine em 1906 e investiu pesadamente em infraestrutura, incluindo água encanada, linhas elétricas, e transporte ferroviário que servia à cidade assim como a mina. Em 1907, Rhyolite possuía luz elétrica, esgoto, telefones, jornais, um hospital, uma escola, uma casa de ópera, e uma bolsa de valores. Estimativas publicadas acerca do ápice de população da cidade variam muito, mas fontes acadêmicas geralmente o colocam em uma alcance de 3.500 a 5.000 em 1907–08.
Rhyolite declinou quase tão rápido quanto surgiu. Após o minério mais rico ter se extinguido, a produção caiu. O terremoto de San Francisco de 1906 e o pânico financeiro de 1907 criaram maiores dificuldades para juntar capital de desenvolvimento. Em 1908, investidores da Montgomery Shoshone Mine, preocupados que ela era supervalorizada, solicitaram um estudo independente. Quando as descobertas do estudo foram consideradas infavoráveis, o valor da companhia na bolsa despencou, restringindo ainda mais o investimento. No final de 1910, a mina estava operando no vermelho, e foi fechada em 1911. Nesta época, muitos mineradores desempregados se mudaram para outros lugares, e a população de Rhyolite caiu bem abaixo de 1.000 habitantes. Em 1920, estava próxima à zero.
Após 1920, Rhyolite e suas ruínas se tornaram uma atração turística e um cenário para filmes. A maior parte de seus prédios desmoronaram, foram desconstruídos a fim de coletar materiais de construção, ou foram movidos para a cidade vizinha de Beatty ou outras cidades, ainda que a estação de trem e uma casa feita principalmente de garrafas vazias tenham sido reparadas e preservadas. De 1988 à 1998, três empresas operaram uma lucrativa mina a céu aberto na base da Ladd Mountain, cerca de 1,6 km ao sul de Rhyolite. O Goldwell Open Air Museum está situado em uma propriedade privada ao sul da cidade fantasma, a qual está em propriedade pública supervisionada pelo Bureau of Land Management.

## Nomes

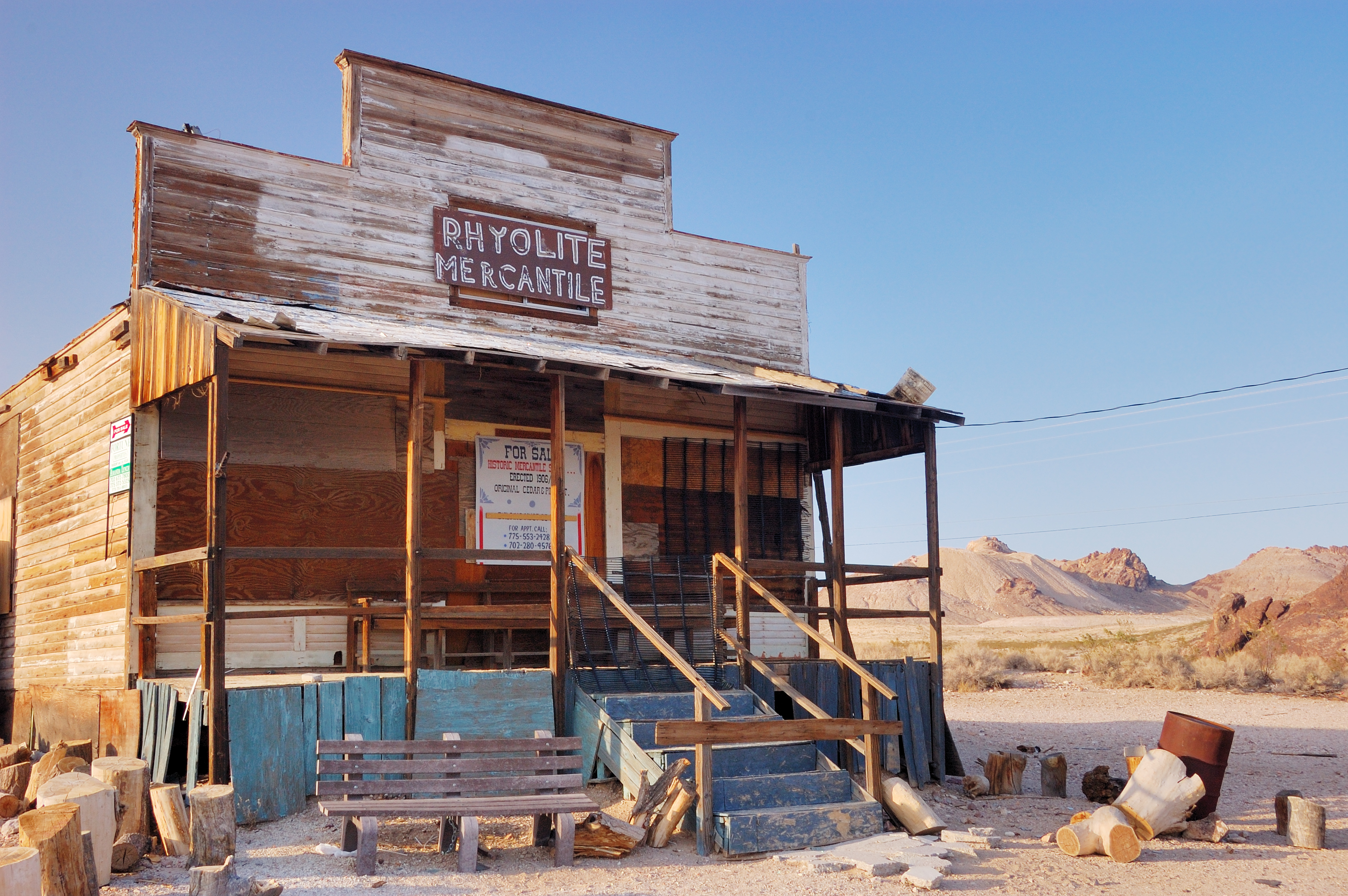
"Rhyolite Mercantile", uma mercearia abandonada na cidade. Foi completamente destruída por um incêndio, no dia 20 de setembro de 2014, após ser atingida por um raio.

A cidade tem seu nome retirado de rhyolite, riólito em inglês, uma rocha ígnea composta de silicatos, geralmente de cor couro à cor-de-rosa e ocasionalmente cinza claro. Pertence à mesma classe de rochas, félsico, que o granito, mas é bem menos comum. O Rio Amargosa, que passa por Beatty, recebeu seu nome a partir da palavra castelhana amargo. Em seu curso, o rio recebe grandes quantidades de sais, os quais o confere um gosto amargo.

"Bullfrog" foi o nome que Frank "Shorty" Harris e Ernest "Ed" Cross, os prospectores que iniciaram a corrida do ouro de Bullfrog, deram à sua mina. Como citado por Robert D. McCracken em A History of Beatty, Nevada, Harris disse durante uma entrevista em 1930 para a revista Westways, "A rocha era verde, quase como turquesa, manchada com grandes pedaços de metal amarelo, e parecia muito como as costas de um sapo". O Bullfrog Mining District, as Bullfrog Hills, a cidade de Bullfrog, e outras entidades geográficas da região foram nomeadas a partir da Bullfrog Mine. 

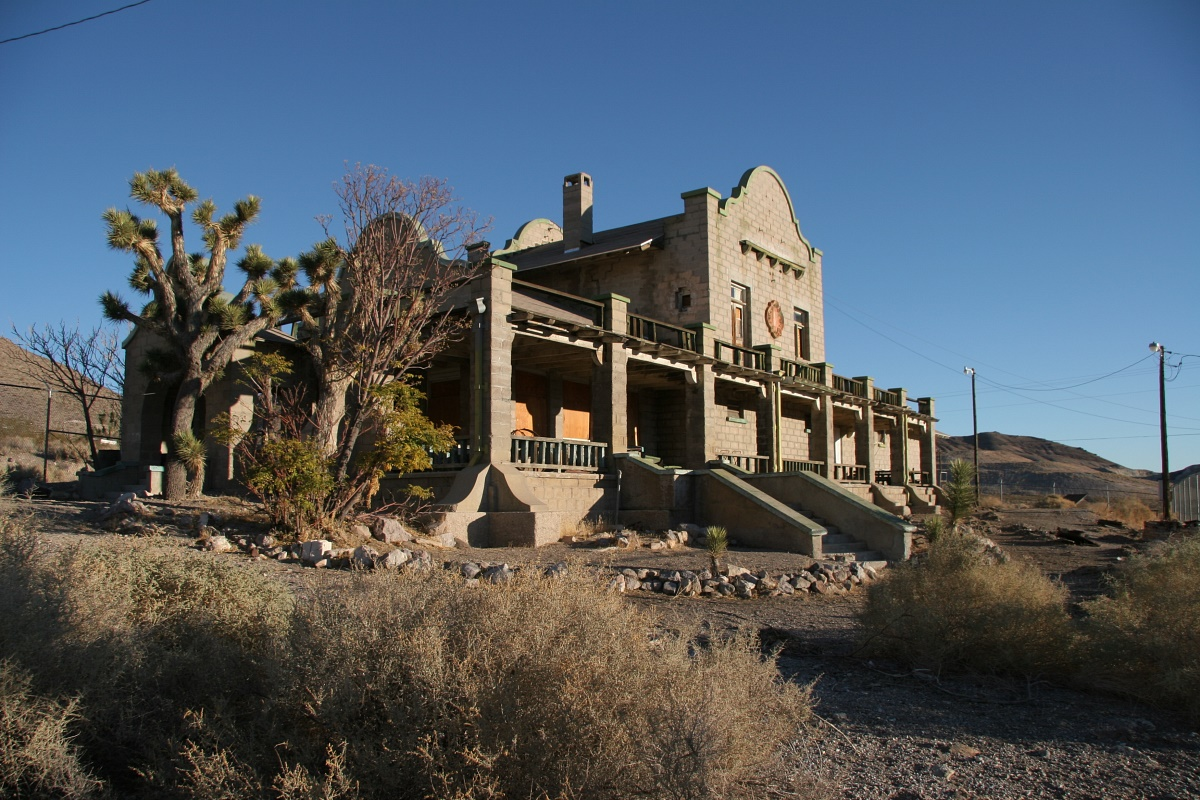
Três ferrovias serviam Rhyolite em seu auge; a antiga estação de trem da cidade permanece relativamente intacta.

"Bullfrog" tornou-se tão popular que Giant Bullfrog, Bullfrog Merger, Bullfrog Apex, Bullfrog Annex, Bullfrog Gold Dollar, Bullfrog Mogul, e a maior parte das outras 200 mineradoras do distrito incluíram "Bullfrog" em seus nomes.
"Beatty" foi nomeada em homenagem à "Old Man" Montillus (Montillion) Murray Beatty, um veterano da Guerra de Secessão e minerador que adquiriu um rancho próximo do Rio Amargosa ao norte do que se tornou a cidade de Beatty. Em 1906, ele vendeu o rancho para a Bullfrog Water, Power, and Light Company. "Shoshone" em "Montgomery Shoshone Mine" se refere ao povo indígena Shoshone Ocidental na região. Em aproximadamente 1875, os Shoshone possuíam seis campos perto do Rio Amargosa, próximo à Beatty. A população total destes campos era de 29 habitantes, e uma vez que a caça era escassa, eles subsistiam principalmente de sementes, bulbos, e plantas recolhidas pela região, incluindo as Bullfrog Hills.

## Geologia
As Bullfrog Hills localizam-se na margem oeste do campo vulcânico do sudoeste de Nevada. Rochas vulcânicas com falhas laterais, variando em idade de aproximadamente 13,3 milhões de anos para cerca de 7,6 milhões de anos, cobrem as rochas sedimentares paleozoicas. As rochas prevalescentes, as quais contêm os depósitos de minérios, são uma série de fluxos de lava riolíticas que formam uma espessura combinada de aproximadamente 2.400 m acima das rochas mais antigas.

## História

### Crescimento

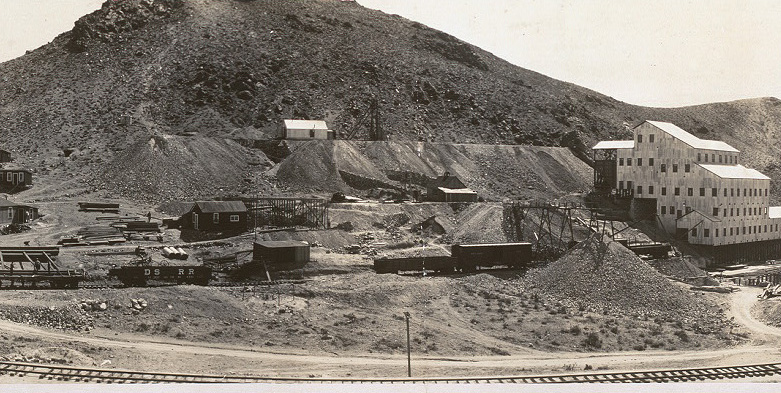
A Montgomery Shoshone Mine, em 1907; a mina possuía um grande moinho de processamento conectado à ferrovia por uma linha ramificada a partir da linha principal que passava por Rhyolite.

Em 9 de agosto de 1904, Cross e Harris encontraram ouro no lado sul de uma colina no sudoeste de Nevada chamada Bullfrog Mountain. Ensaios de amostras de minério vindas do local sugeriam valores de até U$3.000 por tonelada curta, ou cerca de U$73.000 por tonelada curta em dólares de 2009 quando ajustados pela inflação. Notícias da descoberta se espalharam à Tonopah e além, e logo milhares de prospectores esperançosos e especuladores corream para o que se tornou conhecido como Bullfrog Mining District.
Dentro do distrito, assentamentos de corrida do ouro surgiram rapidamente próximos às minas, e Rhyolite se tornou o maior. Surgiu perto da descoberta mais promissora, a Montgomery Shoshone Mine, que em fevereiro de 1905 produziu ensaios de minérios em valores altos como U$16.000 por tonelada curta, equivalente à U$388.000 por tonelada curta em 2009. Iniciando como um campo de dois homens em janeiro de 1905, Rhyolite se tornou um município de 1.200 pessoas em duas semanas e alcançou uma população de 2.500 em junho de 1905. Nessa época, possuía 50 saloons, 35 mesas de jogo, barracas para prostituição, 19 locais de hospedagem, 16 restaurantes, meia dúzia de barbeiros, uma casa de banhos pública, e um jornal semanal, o Rhyolite Herald. Quatro charretes diárias conectavam Goldfield, 97 km ao norte, e Rhyolite. Auto linhas transportavam pessoas entre Rhyolite e Goldfield e a estação de trem em Las Vegas em Pope-Toledos, carros a vapor, e outros carros de turismo.